# Leucadendron xanthoconus
Leucadendron xanthoconus là một loài thực vật có hoa trong họ Quắn hoa. Loài này được K. Schum. miêu tả khoa học đầu tiên.